# Amphiglena nathae
Amphiglena nathae är en ringmaskart som beskrevs av Rouse 1994. Amphiglena nathae ingår i släktet Amphiglena och familjen Sabellidae.
Artens utbredningsområde är Seychellerna. Inga underarter finns listade i Catalogue of Life.